# Frysztak (gemeente)
De gemeente Frysztak is een landgemeente in het Poolse woiwodschap Subkarpaten, in powiat Strzyżowski.
De zetel van de gemeente is in Frysztak.
Op 30 juni 2004 telde de gemeente 10.645 inwoners.

## Oppervlaktegegevens
In 2002 bedroeg de totale oppervlakte van gemeente Frysztak 90,51 km², waarvan:
- agrarisch gebied: 63%
- bossen: 28%

De gemeente beslaat 17,98% van de totale oppervlakte van de powiat.

## Demografie
Stand op 30 juni 2004:
| Omschrijving                   | Totaal | Totaal | Vrouwen | Vrouwen | Mannen | Mannen |
| ------------------------------ | ------ | ------ | ------- | ------- | ------ | ------ |
| eenheid                        | aantal | %      | aantal  | %       | aantal | %      |
| inwoners                       | 10.645 | 100    | 5310    | 49,9    | 5335   | 50,1   |
| bevolkingsdichtheid (inw./km²) | 117,6  | 117,6  | 58,7    | 58,7    | 58,9   | 58,9   |

In 2002 bedroeg het gemiddelde inkomen per inwoner 1311,06 zł.

## A dministratieve plaatsen (sołectwo)
Chytrówka, Cieszyna, Frysztak, Glinik Dolny, Glinik Górny, Glinik Średni, Gogołów, Huta Gogołowska, Kobyle, Lubla, Pułanki, Stępina, Twierdza, Widacz.

## Aangrenzende gemeenten
Brzostek, Jasło, Kołaczyce, Wielopole Skrzyńskie, Wiśniowa, Wojaszówka